# Priotelus temnurus
El trogón tocororo (Priotelus temnurus), también conocido como tocororo, tocoloro, trogón cubano, trogón de Cuba o guatiní  es una especie de ave de la familia y orden de los trogones y quetzales (Trogoniformes, Trogonidae). Es endémica de Cuba. Su plumaje es colorido. Es reconocida como el ave nacional de Cuba.

## Nombres
Su nombre genérico Priotelus significa en latín aserrado y el específico temnurus significa desdeñoso. Su nombre más común es tocororo. También es llamado tocoloro y en algunos lugares del oriente del país, guatiní, vocablo de origen taino.

## Distribución y hábitat
Sólo existe en Cuba, incluyendo Isla de la Juventud ( antes Isla de Pinos), Cayo Guanaja y Cayo Sabinal del archipiélago Jardines del Rey (Sabana-Camagüey). Es común en los bosques de todo el país, que pueden ser diversos, incluidos los pinares, pero densos y que tengan árboles altos.

## Descripción

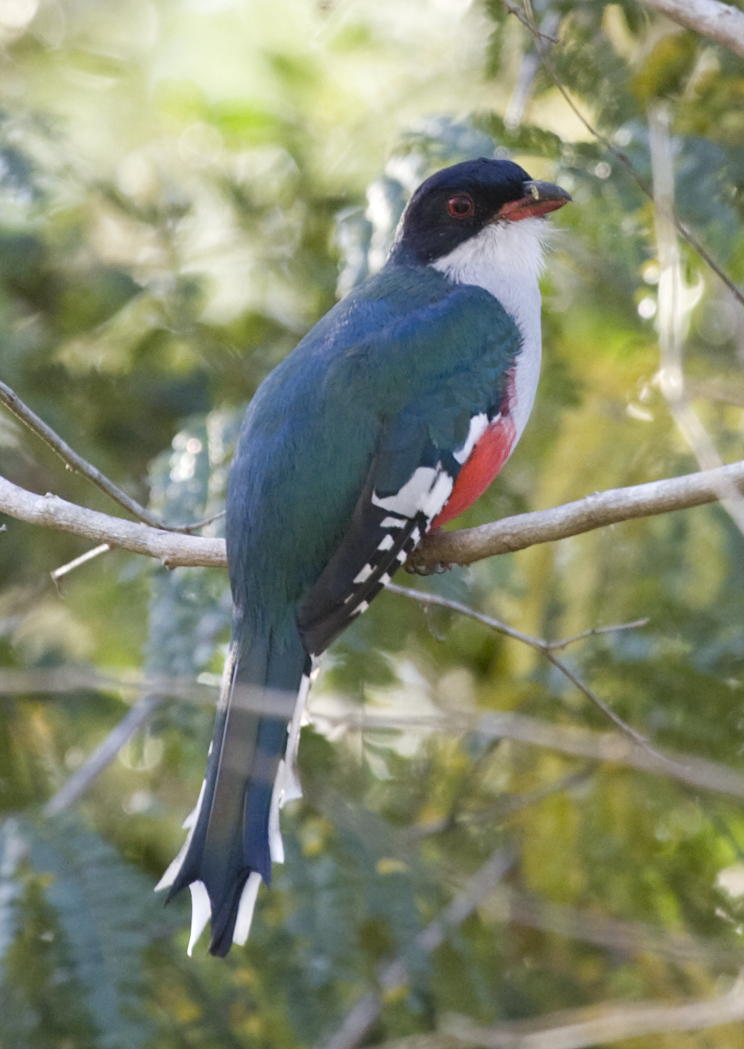

Su longitud es de 27 – 28,5 cm y la envergadura de sus alas de 39 - 39,5 cm. La cola mide 14,3 – 14,8 cm. La parte superior de la cabeza y la nuca son azul-violáceas, la espalda y la rabadilla son de color verde oscuro iridiscente, la garganta y el pecho son blanco-grisáceos, el vientre es rojo al igual que la base de la cola adyacente, generalmente los machos poseen pecho de plumaje blanco y vientre rojo, llamado tocororo macho, no así las hembras que poseen el pecho y el vientre de color rojo. Las alas y la cola tienen patrones abigarrados con partes de azul y verde iridiscente y otras con bandas alternas de blanco y negro. La cola tiene plumas largas y peculiares, que le dan a su punta apariencia horquillada y aserrada por los lados. Los ojos son rojos. El pico es oscuro arriba y rojo abajo. Los dedos los coloca en la posición de agarre típica de los Trogonidae, primero y segundo hacia atrás, y tercero y cuarto hacia adelante. Ambos sexos tienen similar apariencia.

## Subespecies
Existen dos formas ligeramente distintas, la que vive en la Isla de Cuba y cayos adyacentes, P. temnurus temnurus, y la que vive en la Isla de la Juventud o de Pinos, P. temnurus vescus.

## Comportamiento

### Alimentación
Se alimenta de insectos, flores y frutos.

### Reproducción
Anida de abril a julio en los huecos de pájaros carpinteros recién abandonados. Pone 3 o 4 huevos. Ambos sexos incuban y alimentan a sus pichones.

### Canto
Posados en una rama repiten tó-coro, en series, mientras mueven la cola como temblando. De este canto le viene el nombre común. También hacen otros sonidos, como ladridos roncos y diversos cloqueos y murmullos de llamada.

### Vuelo
Resulta un ave bastante quieta, permanece posada largo tiempo, sin movimientos graciosos y vuela esporádicamente para tomar sus alimentos al vuelo. Su vuelo es repentino pero corto, ondulado y algo ruidoso.

## Relación con el hombre
Resulta casi imposible de mantener en cautiverio en buenas condiciones. Sobrevive muy poco tiempo y pierde fácilmente las plumas, y con ellas todo su atractivo.

### Ave nacional de Cuba
El Tocororo se seleccionó como el Ave Nacional de Cuba por dos motivos principalmente: su hermoso plumaje con los colores de la bandera nacional y por su resistencia a vivir cautivo.